# Caloncoba
Genre
Caloncoba Gilg est un genre de plantes à fleurs de la famille des Achariaceae.

## Liste d'espèces
Selon Catalogue of Life (12 janvier 2018) :
- Caloncoba brevipes (Stapf) Gilg
- Caloncoba crepiniana (De Wild. & Th. Dur.) Gilg
- Caloncoba dusenii Gilg
- Caloncoba echinata (Oliv.) Gilg
- Caloncoba flagelliflora (Mildbr.) Gilg ex Pellegr.
- Caloncoba gilgiana (Sprague) Gilg
- Caloncoba glauca (P. Beauv.) Gilg
- Caloncoba lophocarpa (Oliv.) Gilg
- Caloncoba subtomentosa Gilg
- Caloncoba suffruticosa (Milne-Redhead) Exell & Sleum.
- Caloncoba welwitschii (Oliv.) Gilg

Selon ITIS (12 janvier 2018) :
- Caloncoba echinata (Oliv.) Gilg

Selon NCBI (12 janvier 2018) :
- Caloncoba echinata
- Caloncoba lophocarpa
- Caloncoba welwitschii

Selon The Plant List (12 janvier 2018) :
- Caloncoba brevipes (Stapf) Gilg
- Caloncoba crepiniana (De Wild. & T.Durand) Gilg
- Caloncoba echinata (Oliv.) Gilg
- Caloncoba flagelliflora (Mildbr.) Gilg ex Pellegr.
- Caloncoba gilgiana (Sprague) Gilg
- Caloncoba glauca (P.Beauv.) Gilg
- Caloncoba lophocarpa (Oliv.) Gilg
- Caloncoba subtomentosa Gilg
- Caloncoba suffruticosa (Milne-Redh.) Exell & Sleumer
- Caloncoba welwitschii (Oliv.) Gilg

Selon Tropicos (12 janvier 2018) (Attention liste brute contenant possiblement des synonymes) :
- Caloncoba angolensis Exell & Sleumer
- Caloncoba brevipes (Stapf) Gilg
- Caloncoba cauliflora Sleumer
- Caloncoba crepiniana (De Wild. & T. Durand) Gilg
- Caloncoba dusenii Gilg
- Caloncoba echinata (Oliv.) Gilg
- Caloncoba flagelliflora Gilg ex Pellegr.
- Caloncoba gigantocarpa Gilg
- Caloncoba gilgiana (Sprague) Gilg
- Caloncoba glauca (P. Beauv.) Gilg
- Caloncoba grotei Gilg ex Engl.
- Caloncoba longipetiolata Gilg
- Caloncoba lophocarpa (Oliv.) Gilg
- Caloncoba mannii (Oliv.) Gilg
- Caloncoba schweinfurthii Gilg
- Caloncoba subtomentosa Gilg
- Caloncoba suffruticosa (Milne-Redh.) Exell & Sleumer
- Caloncoba welwitschii (Oliv.) Gilg